# Anziano (mormonismo)
L'Anziano è un ufficio sacerdotale nel sacerdozio di Melchisedec di denominazioni all'interno del movimento mormone (movimento dei santi degli ultimi giorni), tra cui la Chiesa di Gesù Cristo dei Santi degli Ultimi Giorni.
Nella Chiesa di Gesù Cristo dei Santi degli Ultimi Giorni, i membri maschi di almeno 18 anni d'età possono essere ordinati Anziani. Per essere ordinato, il membro deve essere riconosciuto degno dal suo vescovo locale e dal presidente di palo. È inoltre richiesto il consenso dei detentori del sacerdozio del palo prima che l'ordinazione sia effettuata, e questa usualmente viene svolta all'assemblea generale dei sacerdoti del palo che si tiene due volte all'anno.
Secondo le sacre scritture mormoni, il compito di un Anziano è di "insegnare, esporre, battezzare e sorvegliare la Chiesa.  Gli Anziani hanno l'autorità di gestire i malati e gli afflitti e di benedirli, di "confermare quelli che sono stati battezzati nella Chiesa, con l'imposizione delle mani per il battesimo di fuoco e dello Spirito Santo", di battezzare e di conferire ad altri il sacerdozio di Aronne o quello di Melchisedek secondo le direzioni dei capi sacerdotali, e di prendere la guida in tutte le riunioni come guidati dallo Spirito Santo.
Un Anziano può ordinare agli altri uffici sacerdotali di diacono, insegnante, sacerdote e Anziano stesso. In pratica, gli Anziani sono responsabili delle operazioni quotidiane della rione. Essi sono chiamati a servire in una varietà di posizioni in tutto il gruppo rionale, ad esempio il quorum del Sacerdozio di Aaronne, i capi Boy Scout (in USA), il dirigente del lavoro missionario rionale e la presidenza della Scuola Domenicale. Gli Anziani e il Sommo sacerdote (assistito da insegnanti e sacerdoti) sono anche responsabili dell'insegnamento casalingo nel rione.
Gli Anziani sono organizzati in quorum che non possono contenerne più di 96. Un presidente del quorum, insieme a due consiglieri, è chiamato e prescelto sotto la direzione della presidenza del palo, e presta servizio in genere da uno a tre anni, anche se non esiste un'ufficialità sulla durata del servizio. È anche chiamato in qualità di segretario per assistere il presidente ed i suoi consiglieri.
Tutti i maschi adulti del rione, siano essi fedeli o no, sono assegnati sia al quorum degli anziani, sia al gruppo dei sommi sacerdoti, come prescritto dal Vescovo. Tuttavia, Anziani e sommi sacerdoti ordinati sono assegnati per default dal quorum o dal gruppo conformemente con la loro ordinazione.
Il titolo di "Anziano" non è normalmente utilizzato come titolo personale (ad esempio, Anziano Evans, Anziano Johnson), se non come Autorità generale della Chiesa e come missionario maschio a tempo pieno."